# Phelsuma inexpectata
Phelsuma inexpectata este o specie de șopârle din genul Phelsuma, familia Gekkonidae, descrisă de Mertens 1966. Conform Catalogue of Life specia Phelsuma inexpectata nu are subspecii cunoscute.

## Galerie

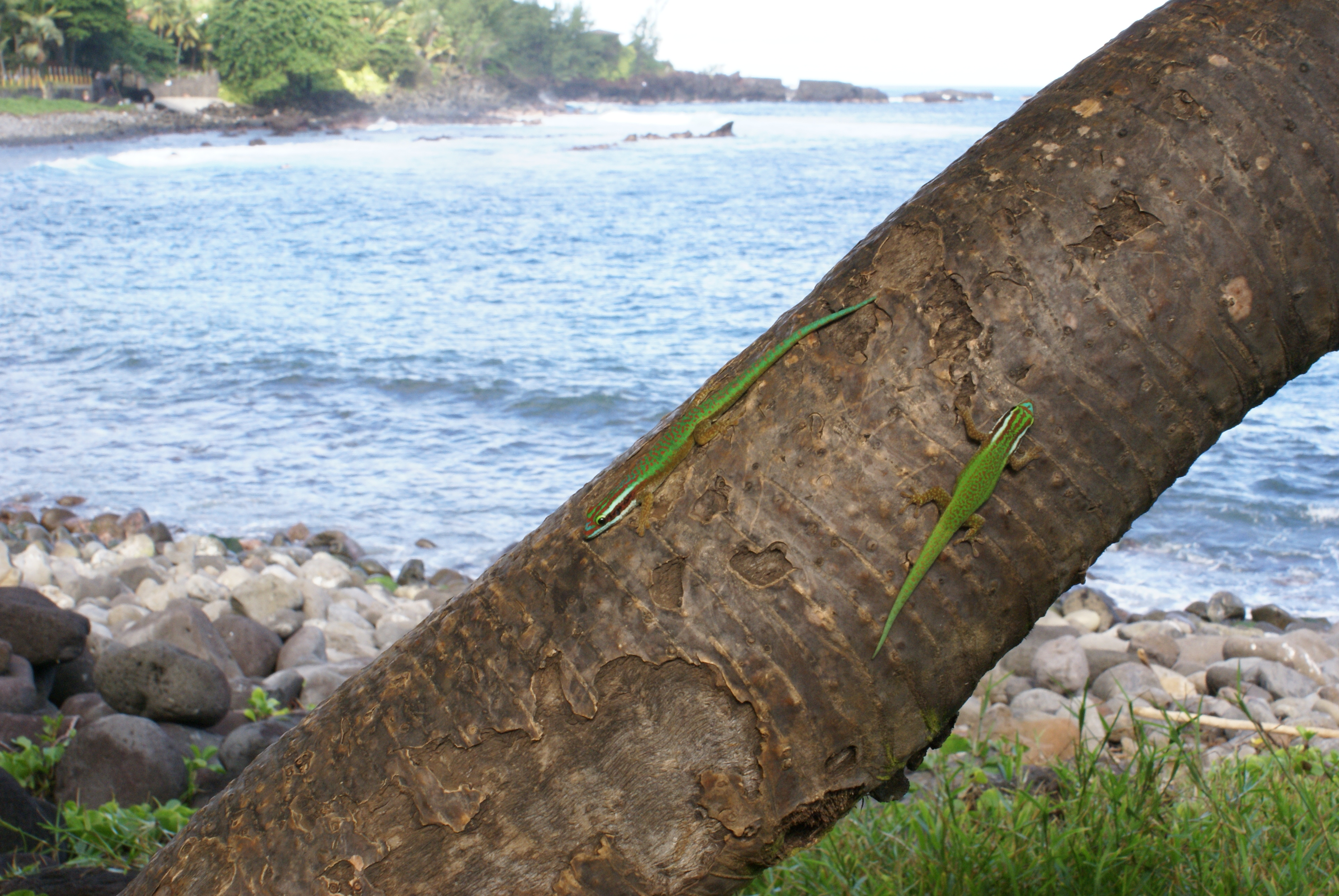
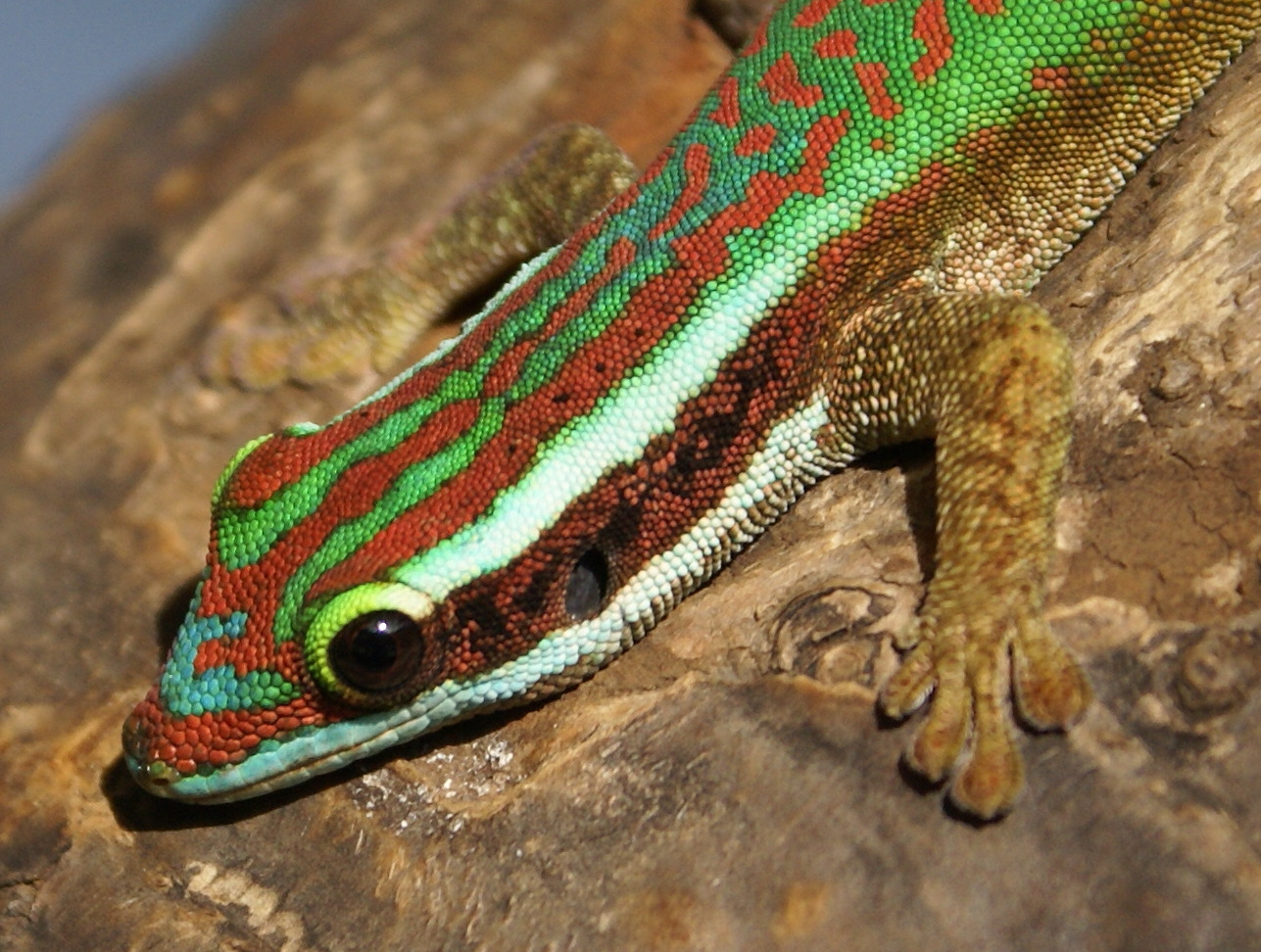